# Homidiana brachyura
Homidiana brachyura är en fjärilsart som beskrevs av George Francis Hampson. Homidiana brachyura ingår i släktet Homidiana och familjen Sematuridae. Inga underarter finns listade i Catalogue of Life.